# Žanna Friske
Žanna Friske o Zhanna Friske (in russo Жанна Фриске?), pseudonimo di Žanna Vladimirovna Kopylova (in russo Жа́нна Влади́мировна Копыло́ва?; Mosca, 8 luglio 1974 – Mosca, 15 giugno 2015), è stata una cantante e attrice russa.

## Biografia

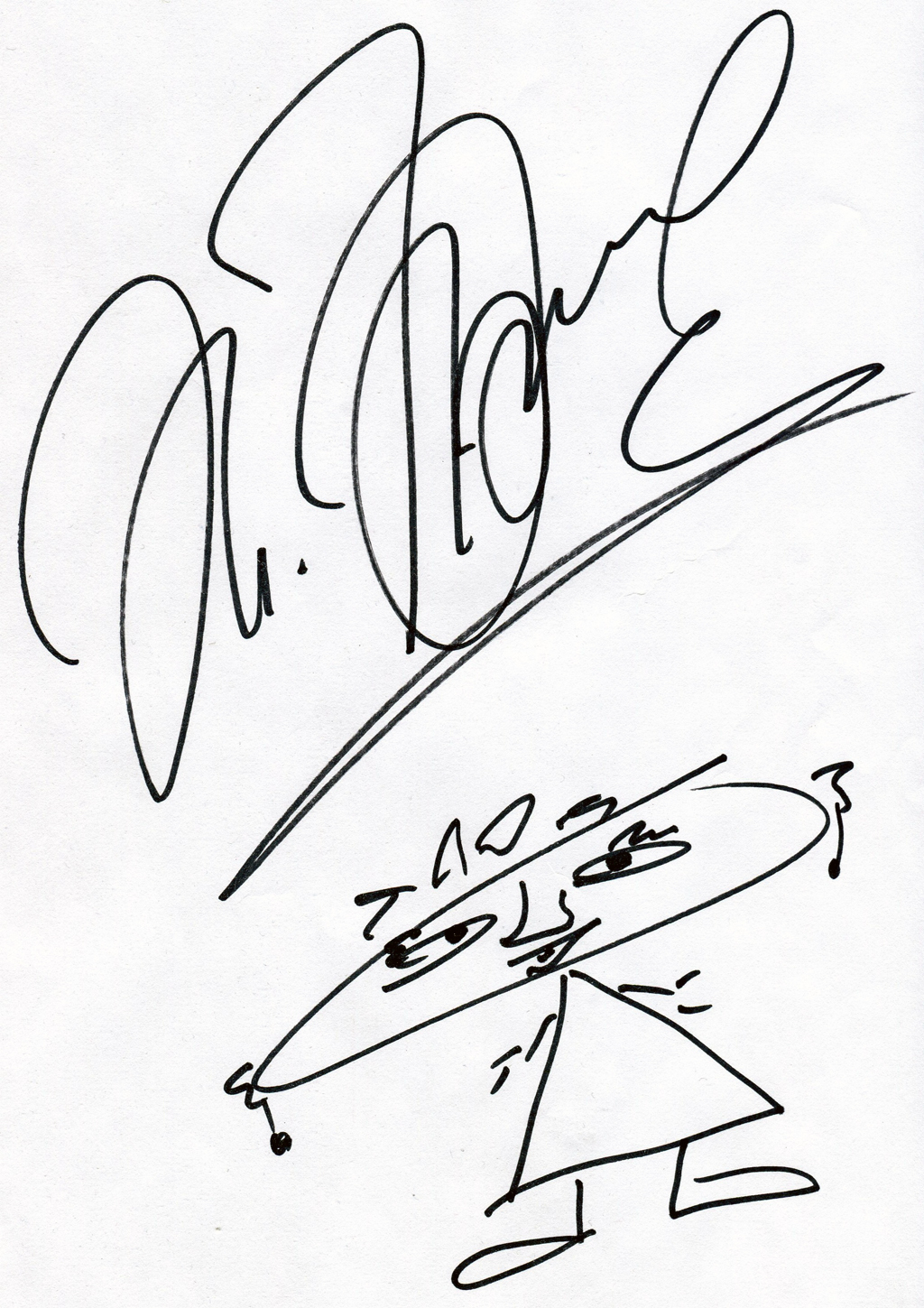
Autografo

Divenne famosa negli anni novanta in quanto membro delle Blestjaščie, gruppo musicale russo composto interamente da ragazze, che Žanna Friske abbandonò nel 2003 per proseguire la carriera solista.
La notorietà internazionale arriva con film quali I guardiani della notte e I guardiani del giorno.
È morta il 15 giugno 2015 all'età di 40 anni per un glioblastoma.

## Filmografia parziale
- I guardiani della notte (Nochnoy dozor), regia di Timur Bekmambetov (2004)
- I guardiani del giorno (Dnevnoy dozor), regia di Timur Bekmambetov (2006)

## Doppiatrici italiane
- Laura Latini in I guardiani del giorno

## Discografia parziale
- Žanna Friske